# Phyllia
Phyllia là một chi bướm đêm thuộc họ Geometridae. Hiện nó có tên đồng nghĩa là Ennada.